# Whatever Happens Next
Whatever Happens Next ist ein deutscher Kinofilm und das Regiedebüt des Autors und Regisseurs Julian Pörksen. Der Film feierte auf der 68. Berlinale Weltpremiere, das Drehbuch wurde beim Filmkunstfest Mecklenburg-Vorpommern mit dem Förderpreis der DEFA-Stiftung ausgezeichnet, die Filmbewertungsstelle bewertete ihn mit dem Prädikat „besonders wertvoll“. Das Roadmovie ist eine Produktion von The Storybay TV. Der Kinostart erfolgte am 8. November 2018.

## Handlung
Der 43-jährige Paul Zeise verschwindet eines Tages auf dem Weg zur Arbeit. Er steigt vom Fahrrad und lässt alles zurück, seine Frau, seinen Beruf, sein bürgerliches Leben. Fortan streift er freundlicher und ohne konkretes Ziel durch die Welt, ohne den Kontakt zu Menschen zu scheuen. Beispielsweise setzt er sich ungebeten in das Auto eines Friedhofsgärtners während dessen Einkaufs und fährt mit diesem zu einem Friedhof. Dort geht auf einen fremden Leichenschmaus und verbrüdert sich dort mit einer dementen Dame. Eine angehörige Familie nimmt ihn im Glauben, er sei geladener Trauergast, im Auto mit, wirft ihn jedoch aus dem Wagen, als sie feststellt, dass er lügt.
Nach einer studentischen Abschiedsparty, die er zufällig besucht hat, reist mit dem Gastgeber nach Polen, lebt dort als Obdachloser auf der Straße und wird seiner Schuhe beraubt. Nach einer Begegnung mit einem Passanten, der einen Schlaganfall erleidet und ins Koma fällt, fährt er im Krankenwagen mit ins Krankenhaus und begleitet den Komapatienten mehrere Tage bis zu dessen Tod. Im Krankenhaus trifft er einen polnischen Jungen, der dort ebenfalls zu leben scheint. Schließlich trifft er auf die impulsive Nele, in die er sich verliebt und mit der fortan viel Zeit in einer Wohnung verbringt, die ihr vorübergehend anvertraut wurde. Kurz bevor die Besitzer der Wohnung wieder kommen, schickt Nele Paul fort.
Dass ihn auf seiner ziellosen Reise, die von Leipzig über Łódź nach Kiel führt, der Privatdetektiv Ulrich Klinger verfolgt, ahnt Paul nicht. Von seiner Frau Luise Zeise engagiert, folgt der Detektiv dem Heimatlosen und begegnet Menschen, die ihn aufgenommen haben.
Luise und der Detektiv verabreden sich in Kiel, weil er dort den aktuellen Aufenthaltsort Pauls vermutet. Jedoch finden sie ihn nicht und Luise reist wieder ab. Kurz darauf entdeckt der Detektiv Paul alleine auf einer Spielplatzschaukel, setzt sich neben ihn und überlegt laut, was er nun machen solle. Paul versteht es nicht und fragt, ob er den Detektiv kenne. Dieser verneint lachend und geht.

## Pressestimmen
Pörksens Film sei ein ebenso melancholischer wie komischer Streifzug durch eine Welt voll skurriler Figuren, ein Roadmovie über den Ausstieg aus der Leistungsgesellschaft, eine Feier des entschleunigten, absichtslosen Daseins.
„Pörksen gelingt mit „Whatever Happens Next“ eine Poesie, die das Gegenteil von prätentiös ist: rau, zart, witzig und zutiefst menschenfreundlich. Julian Pörksens Debüt ist eine beglückende Utopie von besseren Menschen – und besseren Filmen.“
FAZ, Julia Dettke

"Julian Pörksens “Whatever Happens Next” (Perspektive Deutsches Kino) ist ein tolles Road-Movie, das mit dem willkürlichen und spontanen Unterwegsein keine altbackene Gesellschafts-Gschaftlhuberei im Visier hat, sondern eine astrein biblische Heiligengeschichte. Abgesehen davon ist dem Paul ein absolut großartiger Privatdetektiv auf den Fersen."
Spiegel Online, Lukas Stern

„Ohne einen Blick zurück. So fängt es an, das Leben eines Taugenichts, wie es der Filmemacher Julian Pörksen, der sich auch schon in Buchform als Prophet der Zeitverschwendung präsentiert hat, in dem Roadmovie erzählt. Es ist eine radikale Geschichte, die Pörksen still vergnügt und betont zeitverschwenderisch erzählt.“
Tagesspiegel, Gunda Bartels

"'Whatever happens next' ist ein origineller, melancholischer, witziger, radikaler Zugang zu einer Utopie – eine Seltenheit in unser aller Leben."
Badische Zeitung

## Auszeichnungen
- Förderpreis der DEFA-Stiftung für das beste Drehbuch
- Prädikat „besonders wertvoll“ der Deutschen Filmbewertungsstelle
- Spiegel Online – Highlights der Berlinale 2018